# Machilus versicolora
Machilus versicolora là loài thực vật có hoa trong họ Nguyệt quế. Loài này được S.K. Lee & F.N. Wei miêu tả khoa học đầu tiên năm 1984.